# Charles Rollier
Charles Rollier (Milano, 27 settembre 1912 – Ginevra, 15 maggio 1968) è stato un pittore svizzero.

## Biografia
Charles Rollier nasce a Milano nel 1912 da Eric Rollier e Maria Vigne, appartenenti ad una famiglia valdese originaria di Torre Pellice. Con l'Accademia di Brera, nel 1930, inizia la sua formazione artistica. Nella primavera del 1934 fugge dall'Italia fascista e si trasferisce a Basilea, in Svizzera, dove incontra fra gli altri Georg Schmidt, curatore della Kunsthaus (casa d'arte), che gli presenta alcuni pittori, tra i quali il Coghuf, pseudonimo di Ernst Stocker.
Tra il 1938 e il 1940 Rollier vive a Parigi e stringe amicizia col pittore Gustav Bolin, che raggiungerà nel 1940 a Mirmande, nella Drôme (Francia), fuggendo dalla capitale occupata dall'esercito tedesco. A Mirmande fa conoscenza anche con il pittore Alexandre Garbell (detto Sacha), con cui rimarrà in contatto anche in seguito.
Nel 1941 suo padre, che teme le ostilità della guerra, lo prega di tornare in Svizzera, per cui si trasferisce a Ginevra, legandosi ad Alberto Giacometti e Roger Montandon e frequentando i café dove avevano occasione di incontrarsi gli artisti e gli intellettuali che vivevano a Ginevra. È in uno di quei café, La Clémence, che Rollier presenterà Annette Arm a Giacometti, la quale diventerà la sua moglie nel 1943, mentre lo stesso Rollier sposa Alice Vincent, matrimonio che durerà solo due anni, del 1942 al 1945.
Nel 1946 a Ginevra, la galleria Georges Moos organizza la sua prima, insieme ad Arnol d'Altri. Nonostante una vendita difficile, Rollier riceve il riconoscimento di alcuni artisti già affermati, tra i quali Tristan Tzara e Constant Rey-Millet: in quell'occasione conosce il critico d'arte Pierre Courthion che diverrà un suo grande amico e ammiratore. Nel mese di maggio del 1946 riparte per Parigi, frequentando Montparnasse, Saint-Germain-des-Prés, e i loro café (Les Deux Magots, Le Flore, Le Dôme) dove ritrova Montandon, Giacometti, Tzara, Bolin e Garbell. Fa anche la conoscenza con i pittori della cosiddetta nuova Scuola di Parigi (École de Paris), in particolare Jean Bazaine, Charles Lapicque e Nicolas De Staël, con il quale stringerà una solida amicizia. Il 5 di ottobre 1946, Rollier sposa Gisèle Bachmann. Durante questo periodo segue il pittore Pierre Tal Coat filosoficamente interessato un ‘‘ritorno all'umano per mezzo dell'arte preistorica".

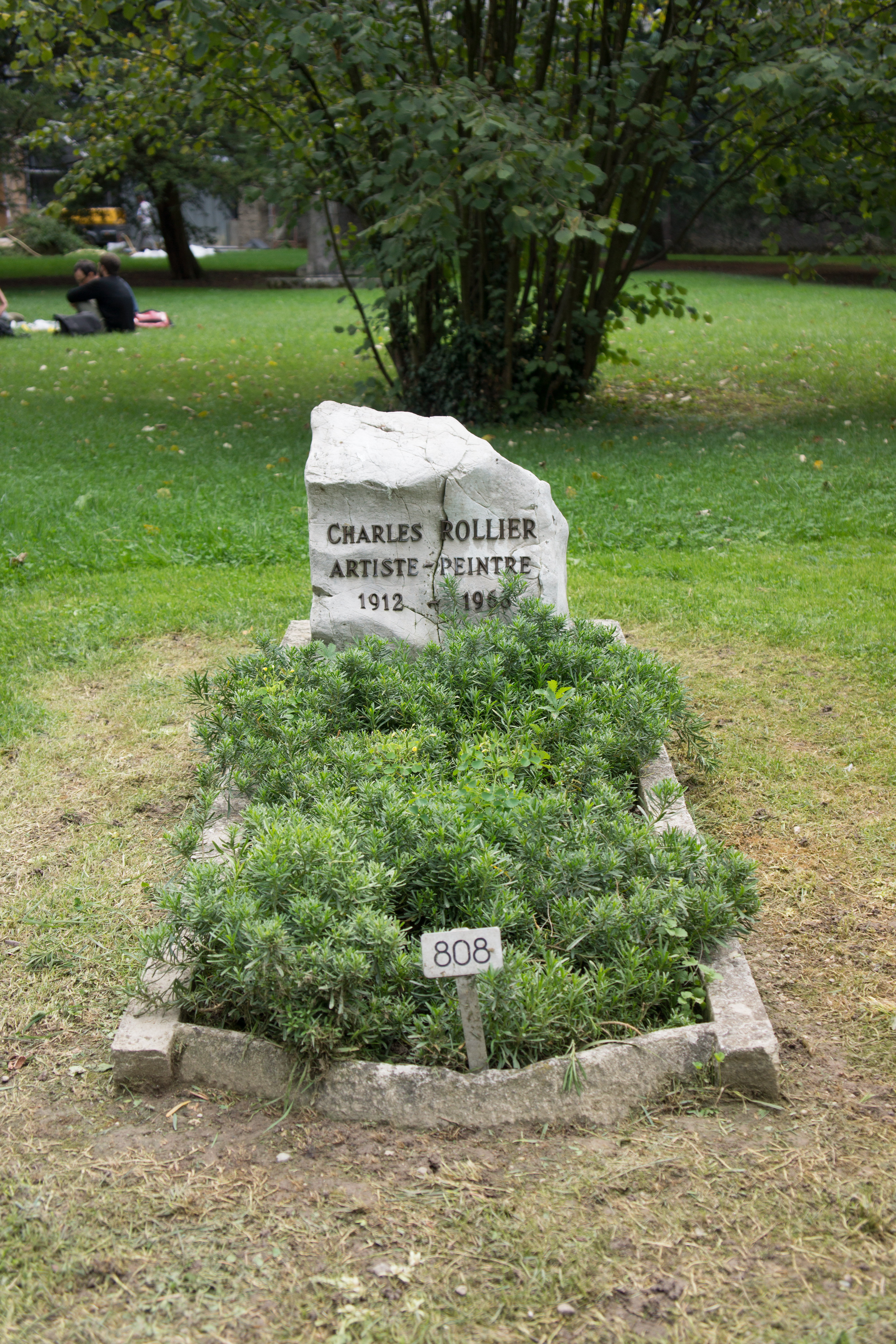
veduta della sepoltura nel cimitero dei Re a Ginevra

Dal 1948, e per tre anni consecutivi, partecipa al Salon de Mai di Parigi. Fino al 1952 vive tra Parigi e Ginevra, e trascorre tutte le estati a Torre Pellice in Piemonte, nella casa di famiglia. A Parigi frequenta Courthion, de Staël e fa la conoscenza di Hans Hartung, di Raoul Dufy, dello scultore Nino Franchina, e del pittore Marie Raymond. Parteciperà, tra l'altro, ad una mostra alla Galerie du Siècle di Parigi e all'Helmhaus di Zurigo per la Kunstlergemeinschaft «Réveil» (Artista di Comunità , "Rinascita"). Studia la filosofia di Karl Jasper, la fenomenologia di Husserl e le produzioni della cultura bizantina.
Nel 1952 Rollier si ritira definitivamente a Ginevra con la moglie e i due figli, trasferendo il suo atelier nei pressi della sua abitazione, a Chêne-Bourg alla periferia di Ginevra. È qui che produce la maggior parte delle sue opere. Partecipa a tante mostre (in Svizzera, in Francia, in Italia, in Germania, in Inghilterra, in Danimarca e in Giappone) e dimostra sempre più interesse per le diverse tradizioni religiose e filosofiche, tra cui lo Zen, il Buddhismo, il Sufismo, il Shaktismo, il misticismo romantico di Höderlin, i mistici cristiani, e le tradizioni orientali come l'arte indiane e cinese.
Dal 1955 il Rollier definisce il proprio linguaggio pitturale, originale e inclassificabile. È lui a realizzare il cartellone consacrato all'Arte svizzera del XX secolo, presso la mostra nazionale del 1964, in cui vengono mostrati tre dei suoi quadri. Viene considerato come uno degli artisti più significativi nello sviluppo delle arti svizzere del secolo. La sua produzione s'interrompe brutalmente il 15 di maggio 1968. Muore di un attacco cardiaco dopo aver letto una sentenza mentre era capo della giuria presso la Corte d'assise al Tribunale di Ginevra.

## Opera

### Gli inizi e lepiatte di colori(fino al 1955)
La sua parabola artistica si articola tra l'espressionismo e l'influenza di Paul Cézanne, per volgere verso un'astrazione formata da colori piatti definiti da specifici modelli di riferimento. Il suo lavoro si indirizza, alla fine degli anni 1940, verso una figurazione più allusiva e a un tipo di pittura più grafica, risultato di una ricerca svolta ‘‘nell'ambito della trasposizione colorata dello spazio et [del] problema spazio-colore, luce-colore […].

### Lesterpaglie(1955-1961)
Dal 1955 il Rollier trova un linguaggio sui generis, in opposizione a un'arte astratta che non è in grado di esprimere il mondo sensibile. La figurazione conoscerà fluttuazioni costanti. L'Energia femminile che cercherà sempre di ripresentare pittoricamente è intrinsecamente legata alla natura: ‘‘Di aver percepito l'energia "femminile", non in quanto peccato, come viene pensato in occidente, ma come "strada verso il sacro" : palese influenza della filosofia orientale, ma considerato come una "espressione spontanea (Dully) davanti alla Natura", assumendo delle forme e un linguaggio totalmente personale  Questa rivelazione artistica si traduce con un grafismo da sterpaglia, molto colorato in grandi formati.
- “La donna non è una tentazione ma un redenzione.”[4]

### Gliondeggiamenti(1961-1968)
Dagli anni 1960 in poi, il suo linguaggio tratteggiato si arrotonda per prendere la forma in grandi stendardi ondeggianti. La figura femminile tras-figurata volteggia nello spazio. Spesso il Rollier esplora periodicamente le gamme di colori. Gli anni 1966 e 1967 sono dominati dal blu. Si può parlare del periodo blu. I movimento ondeggiante cessa ogni tanto per lasciare apparire una figurazione più esplicita.
- ‘‘Questa pittura è basata su elementi circolari e ondeggianti direttamente vissuti davanti alla Bellezza Splendente del corpo della donna. Nel loro contesto plastico e colorato, questi elementi tendono ad esprimere un potere iniziatico e sacralizzante. Quindi questa pittura di per sé non è astratta, ma vive sul fascino potente di quel simbolo-chiave.[5]
- “La pittura non è una laboriosa ricostruzione di una realtà percepita, ma un segno, un simbolo di un'immagine interiore, "l'analogon.[6]
- "Tutta la mia pittura si organizza in funzione dell'espressione per il timbro, l'organizzazione del colore e il movimento circolare delle forme di una figura femminile che si situa nella mia coscienza e il cui quadro è la sua proiezione. Quest' antropomorfia è presente e persistente da molti anni. A volte la figura è più voluttuosa o più ieratica, più concreta o più volatile. Esprimo il suo potere di fascino e soprattutto d'iniziazione soteriologica. […] Innumerevoli disegni fatti spesso secondo modelli viventi mi permettono di provare realmente il fascino di un punto cruciale della forma del corpo, da dove partono in cascata tutte le emozioni e il loro potere catartico. È questo potere salvatorio del principio femminile che chiamo mistico".[7]

### L'approccio dell'artista
Quel che potrebbe sembrare essere il risultato di un gesto impetuoso e casuale è in realtà il prodotto di una lunga e meticolosa ricerca di gamma, di composizione, e di movimento, attestato da tanti disegni e schizzi preparatori. Le due fasi cardinali della sua opera si inscrivono in una ricerca di tras-figurazione di un femminile sacro, sotteso da un erotismo trascendentale che l'artista voleva liberatorio.
Il lavoro artistico del Rollier si accompagna di una ricerca filosofica e spirituale. La sua biblioteca contiene molti libri di religione e di filosofie dell'Estremo-Oriente, del sotto-continente indiano, dell'Asia centrale e del Medio-Oriente. Il Rollier può venire considerato, in quanto un orientalista, affascinato da tradizioni che legano l'arte e la religione o piuttosto che fanno dell'arte una religiosità. Esplora le produzioni delle civilizzazioni sumere, assirie, babilonesi, trova delle risposte dai mistici cristiani, come Grégoire Palamas o Denys l'Aréopagite, e fra certe tradizioni ereditate dall'India classica, come il Shaktismo e il Buddhismo tantrico. S'ispira al pensiero Zen e a certe pratiche yogiche. Il lavoro artistico diventa meditazione. È attraverso la scoperta di queste diverse tradizioni che trova giustificazione ad un'espressione artistica che la sua educazione protestante non poteva accettare : l'arte è un legame con il sacro e offre al mondo dei sensi una dimensione sottile che gli permette di trascendere la sua condizione d'immanenza. Dagli anni 1950, le sue opere rispondono a un'ambizione fondamentale: ripresentare la matrice creatrice e unificatrice, all'origine di tutto.
- "Dico bene "fisiologia mistica"! perché dipingere degli "Arcangeli Femminili" è completamente diverso che di dipingere delle donne ! Ed è completamente diverso che di dipingere astratto! Li è il punto misterioso e segreto!!!"[8]
- "Plasticamente questo tema femminile assume una gestualità completa che si ripresenta alla superficie della pittura e da, giustamente, segni allusivi (ciò non è razionalmente riducibile). Questa poetica plastica dell'allusivo (ingrandimento delle forme nell'estasi) costituisce il corpo stesso della mia pittura, la sua dignità simbolica, e manifesta tutta la distanza che la separa di quello che è convenuto di chiamare informale, o rock and roll della pittura."[9]